# Cor Luli (Ort)
Cor Luli (Corluli, Korlule) ist ein osttimoresischer Ort im Suco Ritabou (Verwaltungsamt Maliana, Gemeinde Bobonaro). Er liegt im Zentrum der Aldeia Cor Luli, auf einer Meereshöhe von 135 m. Nördlich befindet sich das Dorf Moleana, nach Süden führt die Straße nach Utedai im Suco Odomau. Im Westen liegen die Dörfer Halecou Baru und Halecou Lana.